# HD 13931 b
HD 13931 b est une exoplanète orbitant autour de l'étoile HD 13931, elle a été découverte en 2010.